# Mielerz

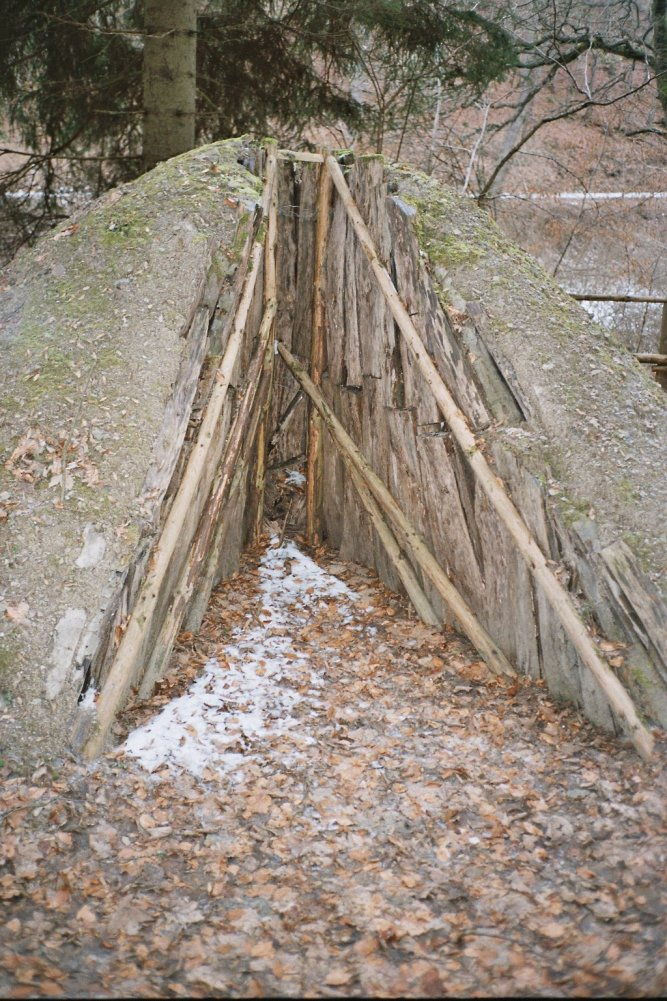
Przekrój przez mielerz

Mielerz (dawn. limierz, milerz; od mhd: mīler) – stos drewna gorszej jakości technicznej ułożony w kształcie kopuły, przykryty gliną, ziemią lub darnią. 
W mielerzach spalano drewno z małym, kontrolowanym dostępem powietrza w celu wytworzenia węgla drzewnego w procesie suchej destylacji. Metoda ta zaczęła tracić na znaczeniu w XIX wieku. Wypalanie węgla drzewnego w mielerzach stosuje się sporadycznie do dziś, choć z ekonomicznego punktu widzenia wydajniejsze są retorty. 
Wypalanie w mielerzach znane było już w okresie wpływów rzymskich I-IV w n.e., a rozpowszechniło się w czasach nowożytnych wraz z rozwojem metalurgii, która potrzebowała dużych jego ilości do wytopu metali z rud. Ze względu na użycie pochodzącego ze spalania drewna i węgla drzewnego potażu w produkcji szkła oraz konieczność opalania pieców szklarskich węglem drzewnym, huty szkła rozmieszczane były w lasach z przewagą buka. Według starych receptur wodę cuchnącą i zgniłą przy pomocy węgla czyniono zdatną do picia, tym samym sposobem można było cuchnącemu mięsu odebrać woń paskudną lub uwolnić zboże stęchłe od nieprzyjemnego fetoru. Węgiel drzewny lipowy nadawał się do usuwania z wódki niedobrego zapachu, który nadaje jej olejek fuzlowy. Węgiel powszechnie stosowany był w samowarach popularnych na obszarze carskiego imperium. Nie mniej ważnym było użycie węgla, zwłaszcza lipowego, do wyrobu prochu strzelniczego. Węgiel drzewny ceniony jest w chemii spożywczej i przy wyrobie pewnych gatunków filtrów.
Najodpowiedniejszym gruntem pod mielerz jest grunt gliniasty z domieszką żwiru i piasku. Często nowe mielerze zakładano na wcześniejszym miejscu. Budowę mielerza rozpoczyna się przez postawienie „duszy”, czyli słupka, obok którego umieszcza się trzy u góry związane żerdzie. „Duszę” obkłada się smolnymi (przeżywiczonymi) drzazgami, korą brzozową i suchymi gałązkami. Następnie układa się drewno najczęściej jednego gatunku i zbliżonej grubości dla zapewnienie jednorodności produktu. Polana stawia się tak, by jak najszczelniej do siebie przylegały i były pochylone w stronę środkowego słupa pod kątem około 70°. Drobne luki i szczeliny wypełnia się gałęziami lub wiórami. Przy układaniu powinno się uzyskać kopulasty kształt mielerza. Następnie całość obkłada się gałęziami i wykonuje się „oponę”, czyli powłokę z darni, mchu czy liści paproci i całość przysypuje się ziemią, gliną na grubość około 30 cm, celem utrudnienia dostępu powietrza, pozostawiając jednak kilka otworów, aby pierwszy ogień objął odpowiednio dużo drewna i wytworzył wysoką temperaturę. Na koniec wyjmuje się „duszę” i pochodnią na długiej tyczce zapala się środek mielerza. Po uzyskaniu właściwego obłożenia ogniem – według oceny doświadczonego węglarza (budnika) – zasypuje się wszystkie otwory w mielerzu. Wypał musi być kontrolowany w dzień i w nocy. Dostęp powietrza reguluje się poprzez przebijanie w oponie otworów lub zasypywanie spękanych miejsc. Mielerz pracuje w zależności od wielkości i gatunku zwęglanego drewna od tygodnia do miesiąca. Drewno suche zwęgla się szybciej i daje lepszy produkt, wypalanie staranne i powolne skutkuje większą masą węgla. Miejsce po wygaszonym mielerzu nazywano mielerzyskiem. Mielerz czasem bywał zarazem smolarnią – wtedy, gdy kopułę układano z polan żywicznej sośniny.
Dawni węglarze rozróżniali dwa gatunki węgla – twardy i miękki. Twardy uzyskiwano z drewna dębowego, bukowego, grabowego i jesionowego, miękki natomiast z brzozy, olszy, osiki i rzadziej z drzew iglastych. Dobrej jakości węgiel ma barwę błękitnoczarną, lśniącą, daje się względnie łatwo łamać, a przy uderzeniu dzwoni. Pali się krótkim błękitnym płomieniem bez dymu, zapachu i trzeszczenia.  
Węglarze, zwani także węgielnikami, wspólny los dzielili ze smolnikami i dziegciarzami, stanowiąc razem grupę zawodową o niskim poważaniu wśród ogółu ludności, obdarzaną często niewybrednymi epitetami, a to głównie ze względu na brudny strój i zapach dymu.

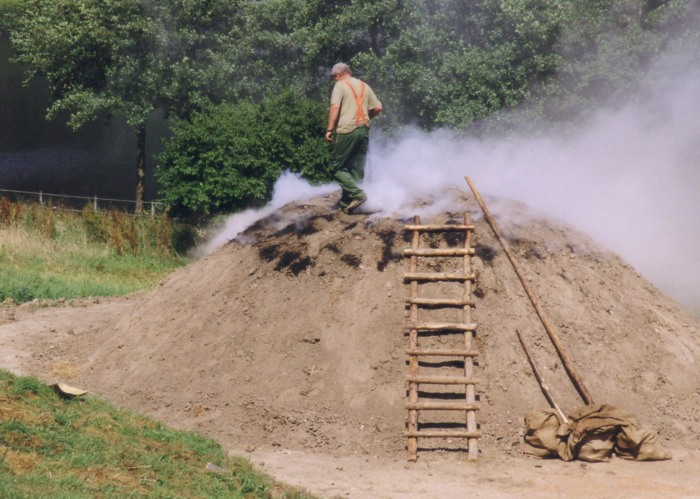
Mielerz w skansenie w Niemczech
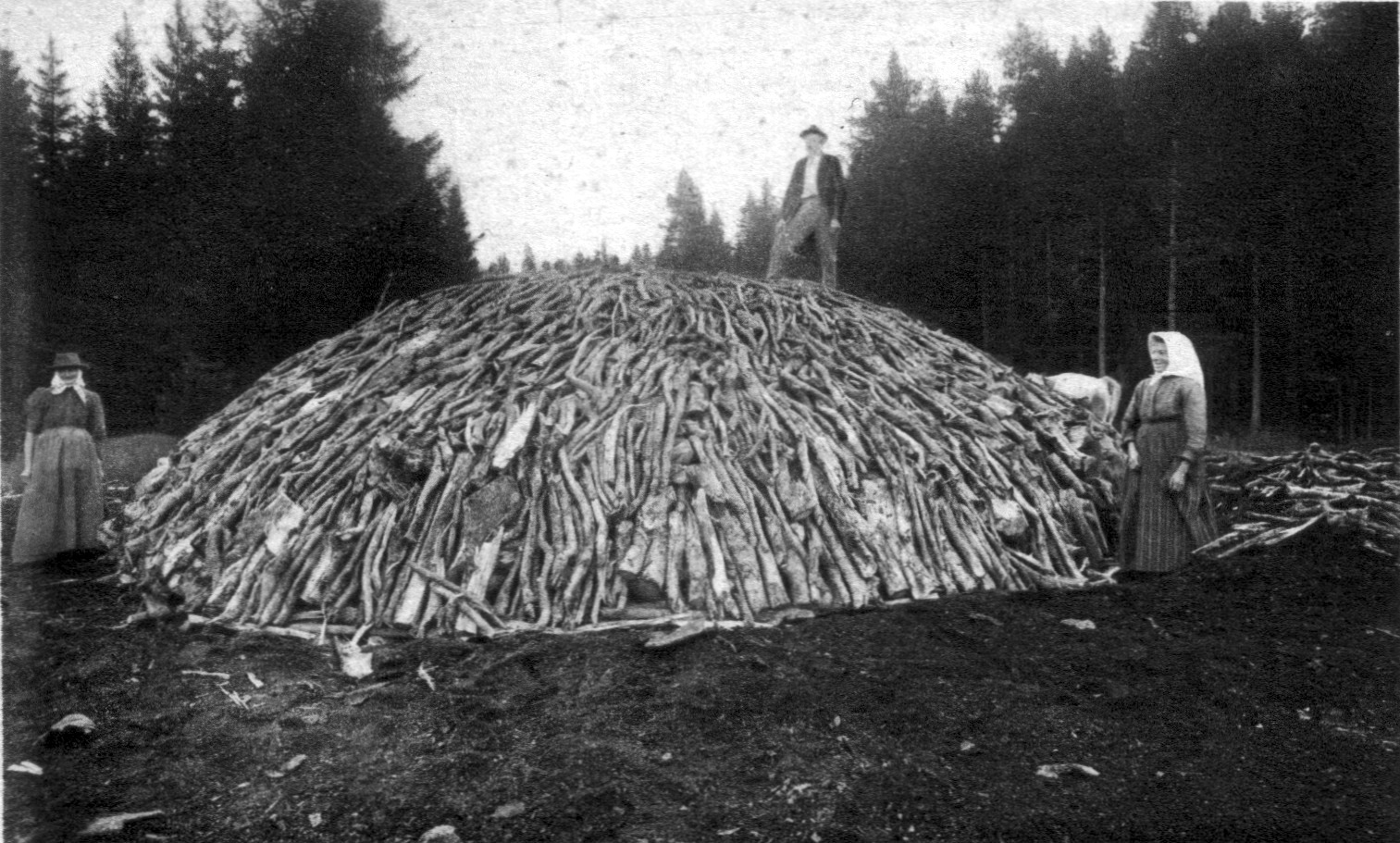
Ułożenie drewna przed przykryciem ziemią (około 1890 roku)
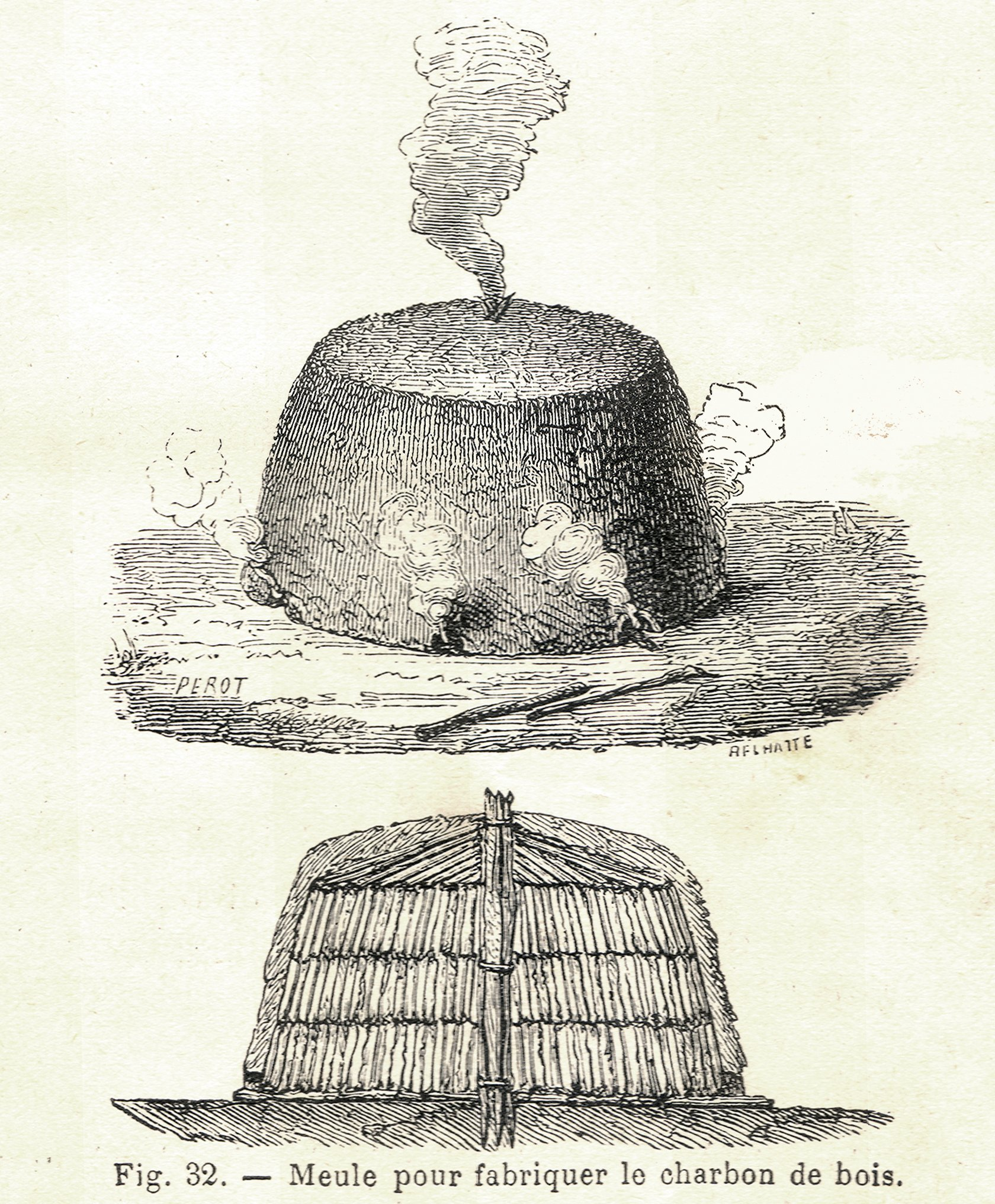
Schemat mielerza